# Céline van Gerner
Céline van Gerner (née le 1er décembre 1994 à Zwolle) est une gymnaste artistique néerlandaise.

## Carrière
Céline van Gerner remporte la médaille de bronze du concours par équipes aux Jeux européens de 2015 et aux Championnats d'Europe de gymnastique artistique féminine 2018.